# 꿰냐
꿰냐(Quenya)는 J. R. R. 톨킨이 라틴어와 핀란드어를 바탕으로 만든 인공 언어 중 하나이다. 톨킨의 저작에서는 요정 (엘프)중 높은 요정(High-elf)이 사용하는 언어이며, 그 자체는 '말'이라는 의미를 지닌다.
J. R. R. 톨킨은 1910년경에 언어를 고안하기 시작했으며 최종 상태에 도달할 때까지 문법을 여러 번 재구성했다. 어휘는 생성 과정 전반에 걸쳐 비교적 안정적으로 유지되었으며, 톨킨은 언어의 이름을 Elfin과 Qenya 중에서 선택하려 했으며 결국 Quenya로 변경되었다. 핀란드어가 영감의 주요 원천이었지만 톨킨은 꿰냐를 만들기 시작했을 때 라틴어, 그리스어, 웨일스어 및 고대 게르만어에도 익숙했다.
톨킨의 요정 언어를 만들기 시작했을 때 언어의 또 다른 주목 할 만한 특징은 자신의 가상 세계에서 해당 언어를 말하는 캐릭터의 복잡한 내부 역사를 개발했다는 것이다. 그는 그가 전문적으로 연구한 역사적 언어와 마찬가지로 시간이 지남에 따라 자신의 언어가 변화하고 발전했다고 느꼈다.

## 언어 내적 역사
꿰냐는 발리노르(Valinor)에 닿은 높은요정(High-elf, Calaquendi)들 중 텔레리가 아닌 이들의 언어로, 공통 엘다린(Common Eldarin)에서 나왔다.
발리노르에 닿은 세 갈래의 요정들 가운데 '놀도'들(Noldor, 놀도르)과 '바냐'들(Vanyar 바냐르)은 서로 다른 꿰냐의 방언을 사용했으나 그 차이는 서로 이해가 가능한 수준이었고, '텔레르'들(Teleri,텔레리)은 상이한 언어를 사용했다고 한다.

## 실제 발달 과정
사실, 반지의 제왕이 나온 1950년대를 지나서 약 1980년대가 되기까지 팬들 사이에서의 연구가 이루어지지 못했다. 그 이유는 톨킨의 저작 중에서 요정어에 대한 자료가 출판되지 않았기 때문이다. 1980년대가 되어서야, 톨킨의 아들인 크리스토퍼 톨킨이 가운데땅의 역사 시리즈를 통해 꿰냐에 대한 기본적인 내용을 출판하였다. 이에 따라 영어권을 중심으로 퀘냐 연구가 이루어지게 되었고 이후 현재, 반지의 제왕의 성공에 따라 요정어, 특히 그중 더 많은 자료가 출판된 꿰냐 연구가 심화되고 있다.
톨킨은 이 언어를 언어학적 실험으로서 창출했기 때문에 어휘나 문법 면에서 다른 인공어들에 비해 매우 부족한 모습을 보인다. 이에 따라 팬들과 연구자들은 현재의 꿰냐가 일반적으로 쓰일 수 없는 언어라고 판단하여 네오꿰냐(Neo-quenya)연구를 진행하고 있다.

## 문자
꿰냐는 보통 텡과르(Tengwar, 뗑과르) 문자로 표기되며, 사라티(Sarati, 사라띠)라는 보다 고대의 문자 역시 사용된다. 현재 꿰냐를 쓰는 사람들은 톨킨이 고안한 꿰냐 알파벳 표기안을 따라 글을 쓰는 것이 일반적이다. 톨킨의 표기안은 작품마다 약간씩 차이가 있지만, 흔히 톨킨이 생전에 출판한 작품인 반지의 제왕과 사후에 가장 먼저 정리되어 출간된 유고인 실마릴리온의 표기를 사용한다.

## 유명한 작품
- 나마리에(Namárië) : 반지의 제왕(LotR) 1부 2권 8장에 있는 글.
- 말키랴(Markirya)

## 같이 보기
- 신다린